# 路易·勒夏特列
路易·勒夏特列(法語：Louis le Chatelier,1815年2月20日-1873年11月10日）法国化学家，工程师，工业家。

## 生平
1843-1845年路易·勒夏特列参加过铁路的管理工作。1849-1855年担任铁路系统主管。1855年-1868年他还领导过在法国、西班牙和奥地利修建铁路，大力推进铁路运输的发展。1855年他发展了从铝土矿中生产铝的工业过程，该方法后被阿道夫·拜耳的拜耳过程所取代。他还曾试图将卡尔·威廉·西门斯发明的蓄热炉应用在铸铁的冶炼上。他当过法国矿务总监。
他的名字被刻在埃菲尔铁塔上，塔上一共刻了72位科学家如数学家约瑟夫·拉格朗日、化学家安托万-洛朗·德·拉瓦锡、数学家物理学家安德烈-玛丽·安培、化学家约瑟夫·路易·盖-吕萨克等。他有五子一女，长子亨利·路易·勒夏特列也在矿冶工程方面有很大贡献，并提出了著名的勒夏特列原理，幼子安德烈·勒夏特列则是海洋工程方面研究的先驱。